# St. Johannis (Esperstedt)

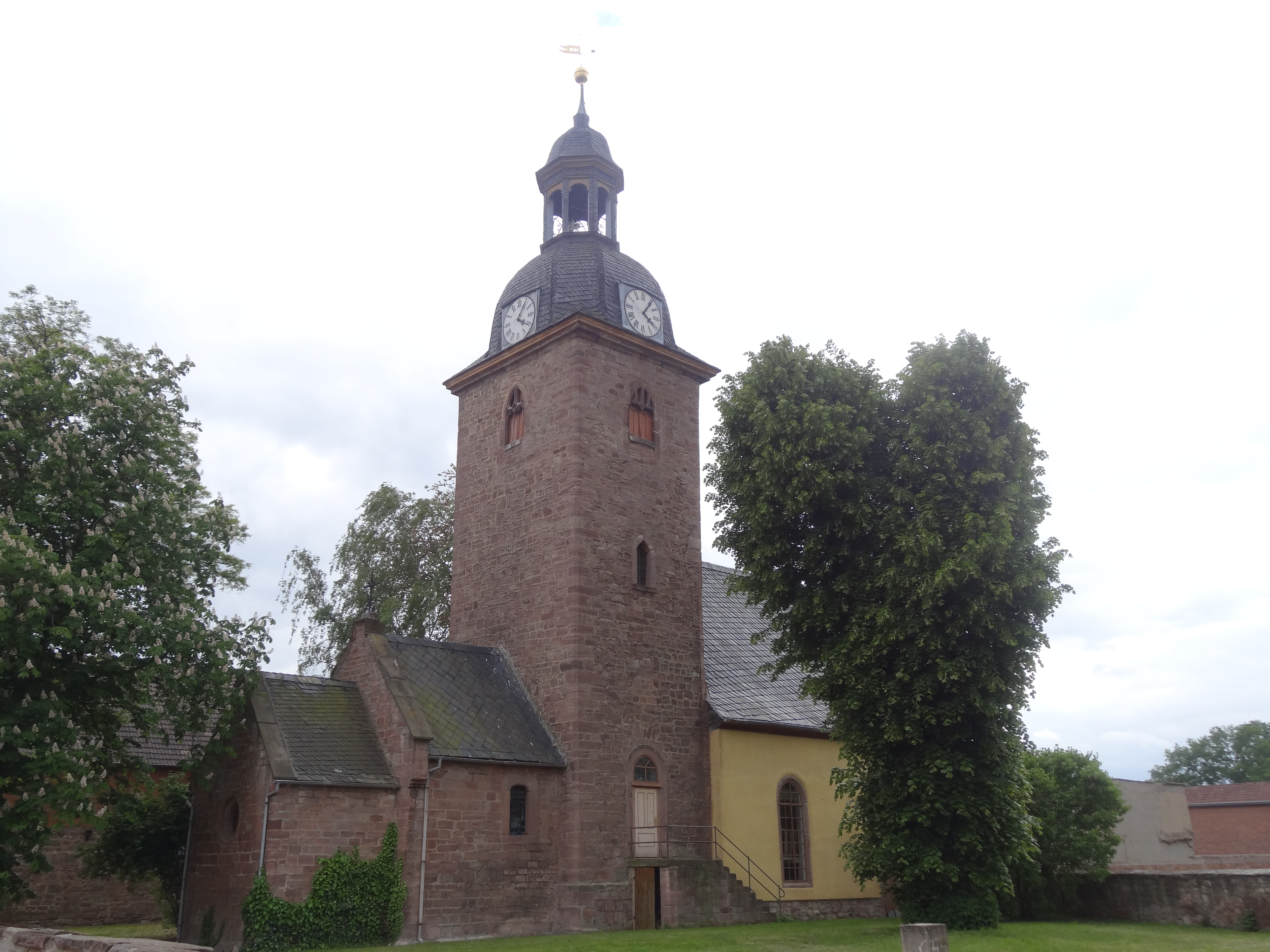
St. Johannis

Die evangelisch-lutherische Filialkirche St. Johannis steht umgeben vom Kirchhof in der Pfarrgasse 65 von Esperstedt, einem Ortsteil von Bad Frankenhausen/Kyffhäuser im Kyffhäuserkreis in Thüringen. Die Kirchengemeinde gehört zum Pfarrbereich Bad Frankenhausen im Kirchenkreis Bad Frankenhausen-Sondershausen der Evangelischen Kirche in Mitteldeutschland.

## Geschichte
Die erste Kirche wurde wohl im 13. Jahrhundert errichtet, davon sind der Chorturm und das quadratische Joch des Chors erhalten. Die ebenfalls erhaltene anschließende Sakristei ist spätmittelalterlich. Der Kirchturm ist, den Kämpfern am Chorbogen zufolge, erst im 15./16. Jahrhundert entstanden. In dieser Zeit wurden auch die Kreuzgewölbe im Chor des Turmes eingebaut.
Der Bau einer Kirche wird 1551 in der Chronik erwähnt, hiermit ist aber die Vorgängerkirche der heutigen Saalkirche gemeint, die bei dem Großbrand 1626 zerstört und ab 1636 wieder aufgebaut wurde. Die Kanzel wurde 1651 aufgestellt, die Satteldächer der Kirche wurden 1669 schiefergedeckt, die Glocken 1673 und der neue Altar 1692 geweiht. In der ersten Hälfte des 18. Jahrhunderts wurde der Innenraum durch Einbau von Logen verändert. Bei dem großen Dorfbrand 1808 ist der barocke Helm des Turms abgebrannt und die Glocken sind zersprungen. Die Haube mit der Laterne wurde 1809 neu gebaut und 1811 ein Turmkugel mit Wetterfahne aufgesetzt.
Ab 1878 wurde die Kirche umfassend repariert, nachdem ein geplanter Neubau abgelehnt worden war. Ab 1996 wurde die Kirche erneut saniert.

## Baubeschreibung
Die Saalkirche mit zwei Achsen hat auf der Nordseite einen eingezogenen rechteckigen Chorturm, einen rechteckigen Chor und auf der Ostseite einen schwach eingezogenen Anbau für die Sakristei. Der Chorturm, der Chor und die Sakristei sind aus rotem Sandstein aus den Steinbrüchen des Kyffhäuser gebaut. Alle drei Gebäudeteile haben ein umlaufendes angefastes Gesims.

### Außenraum
Das Mauerwerk aus Bruchsteinen des Kirchenschiffs ist oberhalb eines schmalen steinsichtigen Bereichs verputzt. Das Satteldach ist schiefergedeckt. An der Südseite befinden sich zwei Dachgauben. Die Dachtraufe ist mit einem hölzernen, profilierten Traufgesims versehen. Die Gewände der Türen und Fenster sind aus rotem Sandstein gefertigt, die Fenster sind rundbogig. An der Südseite befindet sich ein teils verschieferter, teils verputzter Anbau aus Fachwerk unter einem Pultdach als Schutz für den ebenerdigen Eingang und für die Treppe zu den Emporen. Die Gewände der Portale sind rechteckig bzw. stichbogig. Die Holztüren stammen aus dem 19. Jahrhundert. Die Treppe mit Handlauf an der Nordseite führt zur Patronatsloge.
An der Südseite des Chorturms wurde im 19. Jahrhundert ein flachbogiger Zugang geschaffen, ebenso ein Rundfenster für das Geschoss mit dem Glockenstuhl. Die Klangarkaden an allen vier Seiten des Turms haben spätgotische, unterschiedlich gestaltete zweibahnige Maßwerkfenster. Der achtseitige Helm und die unten offene Laterne des Turms sind verschiefert. Die Zifferblätter der Turmuhr sind vierseitig in der Haube angeordnet.

### Innenraum
Der breite kurze Saal ist mit einem hölzernen Tonnengewölbe überspannt. Raumbestimmend sind die zweigeschossigen, dreiseitigen, hölzernen Emporen mit ihren Logen, die mit dem Neubau des Saalraumes in der zweiten Hälfte des 17. Jahrhunderts entstanden. Sie ruhen auf hölzernen Stützen mit Sattelhölzern. Die obere Empore liegt auf weitgespannten Schwellbalken auf. An der Südseite reicht die Empore nur bis zum Ostfenster, da weiter östlich die Kanzel steht. Auf der oberen vorgezogenen Westempore befindet sich die Orgel. Sie hat 12 Registern, verteilt auf ein Manual und ein Pedal,  und wurde 1805 von P. Schindler gebaut.
Im östlichen Teil der Emporen, auf der Süd- und Nordseite, sind Logen eingebaut, ebenso auf der Nordseite des Turmchors. Die Felder der Brüstungen der Emporen sind durch Säulen gerahmt, auf der ersten Empore sind sie als vierseitige Baluster gearbeitet, auf der zweiten Empore sind sie mit trapezförmigen Kapitellen besetzt. Die Brüstungsfelder sind mit einer bäuerlichen Tafelmalerei mit Szenen aus dem Alten Testament und Neuen Testament versehen, diese wurden bei der Renovierung 1932 freigelegt und ergänzt. Unter der Nordempore, nahe dem Triumphbogen, steht ein barocker Beichtstuhl. Die mit einem Tonnengewölbe versehene Sakristei war einst mit dem Chor verbunden. In der Vermauerung ist jetzt eine rundbogige Tür. Die Kirchenbänke sind einreihig.